# Mułowiec

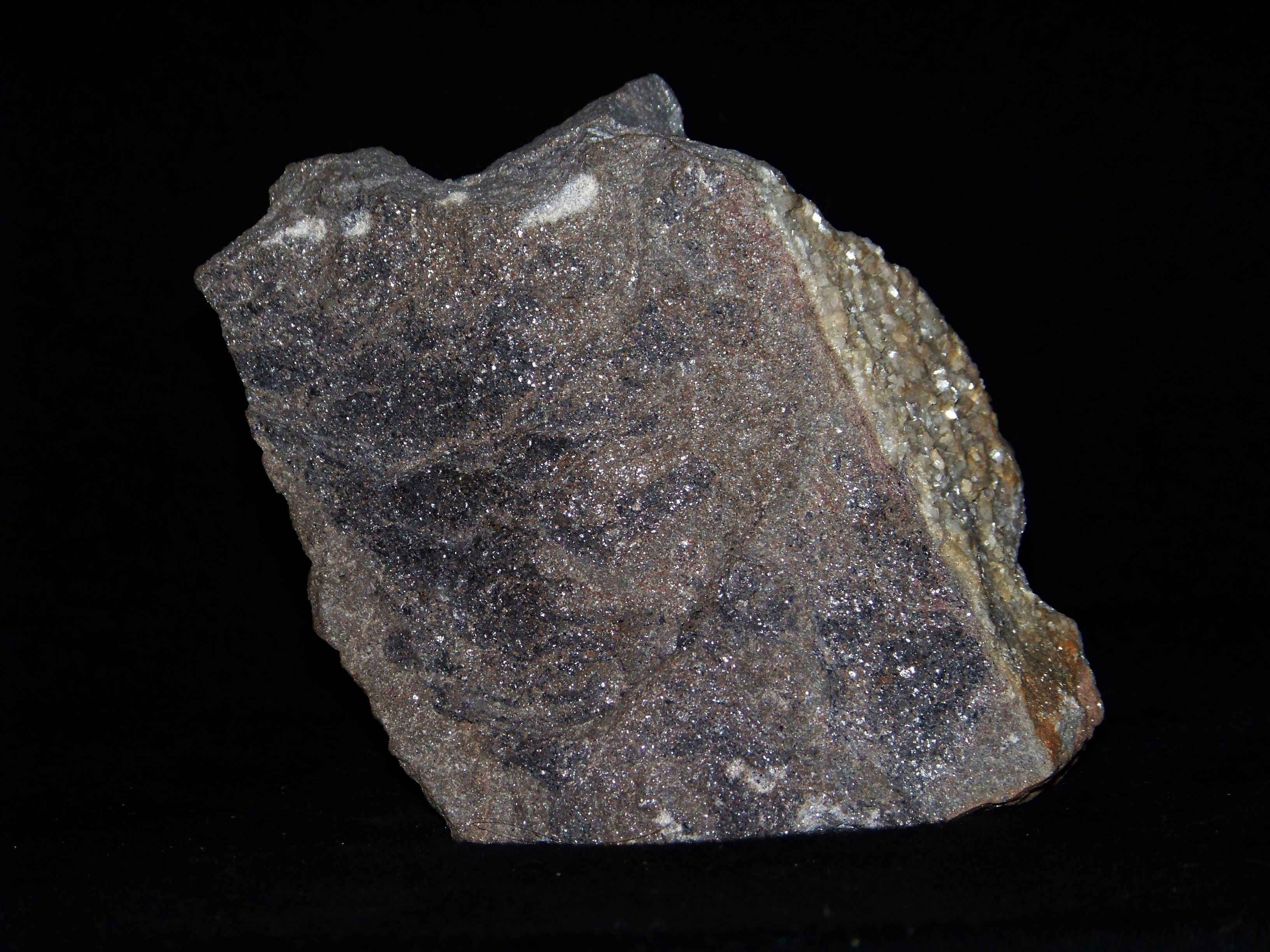
Mułowiec z KWK Pstrowski w Zabrzu

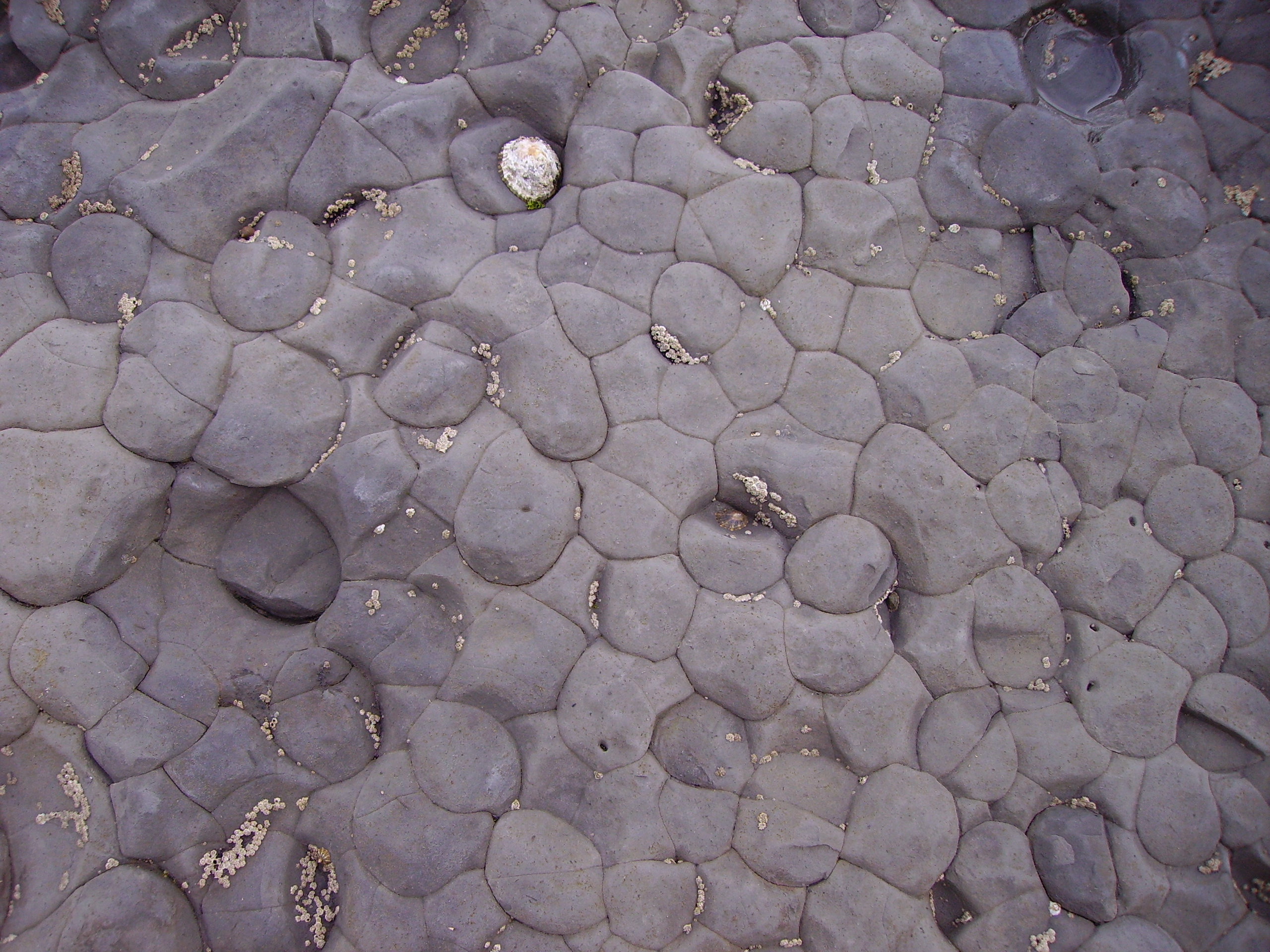
Mułowiec z Lyme Regis Wielka Brytania

Mułowiec – zwięzła skała okruchowa, będąca zlityfikowanym (scementowanym) mułem. Złożona głównie z ziaren kwarcu, czasem łyszczyków, skaleni, minerałów węglanowych i ilastych. 
W Polsce na powierzchni występuje m.in. w seriach osadowych karbonu, permu, kredy górnej w Sudetach, jako skała płonna w zagłębiach węglowych Górnego i Dolnego Śląska oraz często wśród różnowiekowych utworów Gór Świętokrzyskich.
Słabo zmetamorfizowane tzw. metamułowce występują w seriach metamorficznych Gór Kaczawskich i Pogórza Kaczawskiego (Metamorfik kaczawski) oraz Gór Bardzkich (Struktura bardzka).